# Руис, Анхела
Анхела Руис Росалес (исп. Ana Paula Vázquez; ; род. 29 июля 2006, Сальтильо, Мексика) — мексиканская лучница, выступающая в соревнованиях в стрельбе из олимпийского лука. Бронзовый призер Олимпийских игр 2024 года в Париже.

## Биография
Стрельбой из лука Руис занялась в девять лет в родном городе Сальтильо. В 2021 году впервые выступила на крупных соревнованиях международного уровня в рамках юниорского Чемпионата мира в Польше. В 2023 году Руис стала членом мексиканской сборной, победившей в командном турнире на первом этапе Кубка мира по стрельбе из лука в колумбийском Медельине. В том же сезоне Руис вместе с одноклубницами завоевала в данной дисциплине золото на Центральноамериканских и Карибских играх в Сан-Сальвадоре и серебро на Панамериканских играх в Сантьяго.
Наибольшего успеха на данный момент Руис добилась на Олимпиаде в Париже. На нее спортсменка отправилась в 17 лет, став самым молодым членом всей мексиканской делегации в столице Франции. Вместе с Аной Васкес и Алехандрой Валенсией она завоевала бронзовую медаль командного турнира по стрельбе из лука.